# 孔代圣利比艾尔
孔代圣利比艾尔（法語：Condé-Sainte-Libiaire，法語發音：[kɔ̃de sɛ̃t libjɛʁ] ⓘ）是法国法蘭西島大區塞纳-马恩省的一个市镇，属于莫城区。 

## 地理
孔代圣利比艾尔（48°53'53"N, 2°49'54"E）面积2.15 平方千米，位于法国法蘭西島大區塞纳-马恩省，该省份为法国北部内陆省份，北起瓦兹省，西接埃松省、马恩河谷省、塞纳-圣但尼省和瓦兹河谷省，南至卢瓦雷省，东南接约讷省，东临马恩省和奥布省，东北接埃纳省。
与孔代圣利比艾尔接壤的市镇（或旧市镇、城区）包括：坎西瓦桑、库伊蓬托达姆、埃斯布利、伊勒莱维勒努瓦、马勒伊莱莫、蒙特里。
孔代圣利比艾尔的时区为UTC+01:00、UTC+02:00（夏令时）。

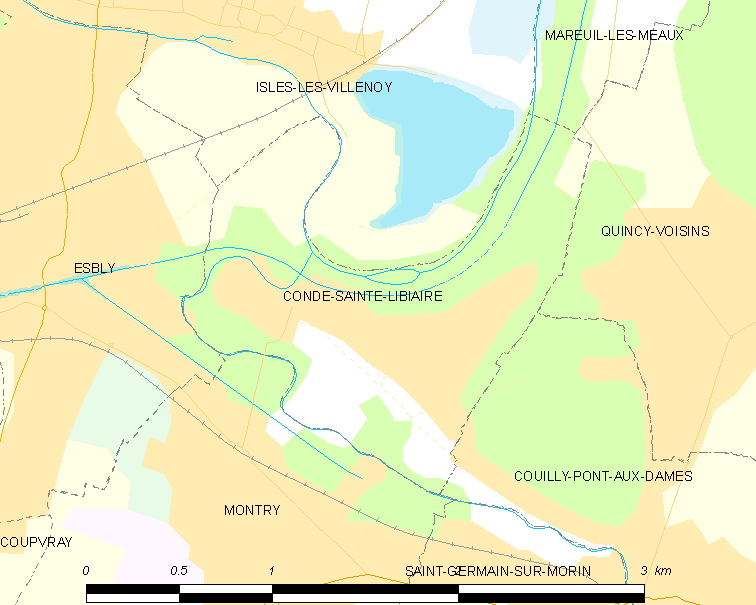
孔代圣利比艾尔的OSM定位图

## 行政
孔代圣利比艾尔的邮政编码为77450，INSEE市镇编码为77125。

## 政治
孔代圣利比艾尔所属的省级选区为塞里斯县。

## 人口

1962-2008年间孔代圣利比艾尔人口变化图示

孔代圣利比艾尔于2022年1月1日时的人口数量为1470人。